# Peter Gerhardsson (ishockeyspelare)
För den svenske fotbollsspelaren och tränaren, se Peter Gerhardsson (fotbollstränare).
Peter Gerhardsson, född 15 maj 1974 i Stockholm, är en före detta ishockeyspelare.
Gerhardsson spelade i AIK i Elitserien under åren 1992–1997. Han erbjöds inte nytt kontrakt och gjorde därefter några säsonger i Timrå IK där han var med och förde upp laget till elitserien. När han fick lämna laget efter avancemanget värvades han av Södertälje SK och var en viktig spelare när även de lyckades gå upp till elitserien. Han spelade med Södertälje ytterligare två säsonger och avslutade sedan karriären i moderklubben AIK där han den sista tiden drabbades av många skador och fick sluta i förtid.
1994 var Gerhardsson med och vann J-VM-silver med småkronorna.

## Klubbar
- AIK 1992–1997, 2003–2004
- Timrå IK 1997–2000
- Södertälje SK 2000–2003